# 若昂四世
若翰四世（葡萄牙語：João, 發音：[ʒuˈɐ̃w̃]；1604年3月19日—1656年11月6日），绰号“复国者约翰”，是葡萄牙国王，他的统治从1640年持续到他去世，导致葡萄牙从西班牙统治中恢复独立，终结了60年历史的伊比利亚联盟，开创了布拉干萨王朝对葡萄牙的统治。
即位为葡萄牙国王以前，他是第八代布拉干萨公爵约翰二世。他是布拉干萨公爵夫人凯瑟琳的孙子，在1580年葡萄牙的即位危机中，布拉干萨公爵夫人曾经要求继承王位。在他死前的1656年，葡萄牙帝国达到了它的领土顶峰，横跨全球。

## 生平歷略
若昂四世是第七任布拉干萨公爵特奧多西奧二世（Teodósio II）与弗里亚斯公爵胡安之女安娜的长子。提奥多西奥二世的母亲卡特林娜是国王曼努埃尔一世之子杜阿爾特的女兒。若昂四世的父系祖先是国王若昂一世的私生子首任布拉干萨公爵阿方索一世。所以布拉干萨王朝也是來自法國的卡佩王朝中一个分支，与西班牙波旁王朝的国王们同宗。若昂于1633年与西班牙第八任梅迪纳-西多尼亚公爵胡安·曼努埃尔·佩雷斯·德·古斯芒·埃尔·布伊诺的长女路易莎·德·古斯芒结婚。
由于西班牙在葡萄牙的统治越来越不得人心，葡萄牙的所有人都开始流传着塞巴斯蒂昂没有死，有朝一日将重返葡萄牙重祚。17世纪20年代，许多人把塞巴斯蒂昂的合法继承人布拉干萨公爵当成未亡的塞巴斯蒂昂。随着贫困的加剧，葡萄牙国内起义不断：1637年，埃武拉和阿尔加尔维发生暴动；1640年6月加泰隆尼亞起义爆發收割者戰爭。最终在1640年11月，葡萄牙贵族们策划了一场阴谋并得到了布拉干萨公爵若昂的正式支持。12月1日清晨，贵族们占领了里斯本王宫，处死国务大臣，迫令西班牙驻军投降，废黜菲利佩三世的葡萄牙王位，立布拉干萨公爵若昂为新国王，称若昂四世（葡萄牙王政復古戰爭）。葡萄牙本土和除休达之外的所有海外领地都宣布效忠新王若昂四世。并与英国、法国、尼德兰等国建立了外交关系。
独立后的葡萄牙人民仍未团结一致，下层民众支持新王，很多贵族由于与西班牙有家庭关系（甚至若昂四世的母亲和妻子都是西班牙贵族）而犹豫不决，只有一部分贵族坚定得站在若昂四世一边。大部分官僚拥护若昂四世，而资产阶级多保持中立。耶稣会支持若昂四世，宗教裁判所则站在西班牙一边。
在若昂四世统治时期，葡萄牙殖民帝国灾难不断，外交上也屡遭挫折。国内经济很不景气，还发生了几起暴乱。但是葡萄牙抵御了西班牙对她的入侵，1644年在蒙提霍、1659年在埃尔瓦斯两次战胜了西班牙军队，保持了葡萄牙的独立。1654年，在西班牙统治时期被尼德兰占领的殖民地巴西重新回到葡萄牙手中。
若昂四世于1656年11月6日去世，其子阿方索六世继承了他的王位。
若昂四世还是个著名的作曲家和音乐理论家。他从小就对音乐产生了日益增长的兴趣，并与葡萄牙最伟大的作曲家若昂·洛伦索·雷别罗（1610年-1661年）建立了深厚的友谊。继承布拉干萨公爵爵位之后，他开始大量收集音乐作品。凡是欧洲乐谱市场上出版的新作，他统统向出版商和发行商收购。登基后国家的外交机构都参与了进来，使得当时葡萄牙的音乐藏书成为欧洲乃至世界之最，有两千册印刷的书册和近四千册手抄乐谱。许多手抄本上都有若昂四世的评价和打分。这些藏书全部毁于1755年的地震。至于若昂四世的音乐作品，也只有两部流传至今，而且是不完整的。若昂四世还留下了两篇音乐理论作品，一篇是《维护现代音乐，反对西里洛·弗朗科主教的错误主张》，另一篇是《帕莱斯特里纳弥撒曲第五册上印的圣饼弥撒曲所引起的疑问之解答》。两篇文章虽理论价值不高，但表现了若昂四世对新兴复调音乐的维护。另外若昂四世赞助、支持和保护葡萄牙音乐家，若昂·洛伦索·雷别罗正是由于若昂四世的鼓励和宣扬才能成名。

## 個人生活

### 家庭
若昂四世与妻子路易莎·德·古茲曼有四子三女：
- 长子特奥多西奥（1634年-1653年），巴西亲王。
- 长女安娜（1635年-1635年），夭折。
- 次女喬安娜（1635年-1653年），早逝。
- 三女凱瑟琳（1638年-1705年），1662年与英格兰国王查理二世结婚，成为英国王后。
- 次子曼努埃尔（1640年-1640年），夭折。
- 三子阿方索（1643年-1683年），1656年继承葡萄牙王位，称阿方索六世。
- 四子佩德罗（1648年-1706年），1677年为葡萄牙摄政王，1683年继承了阿方索六世的王位，称佩德罗二世。